# Kevin Michael Richardson

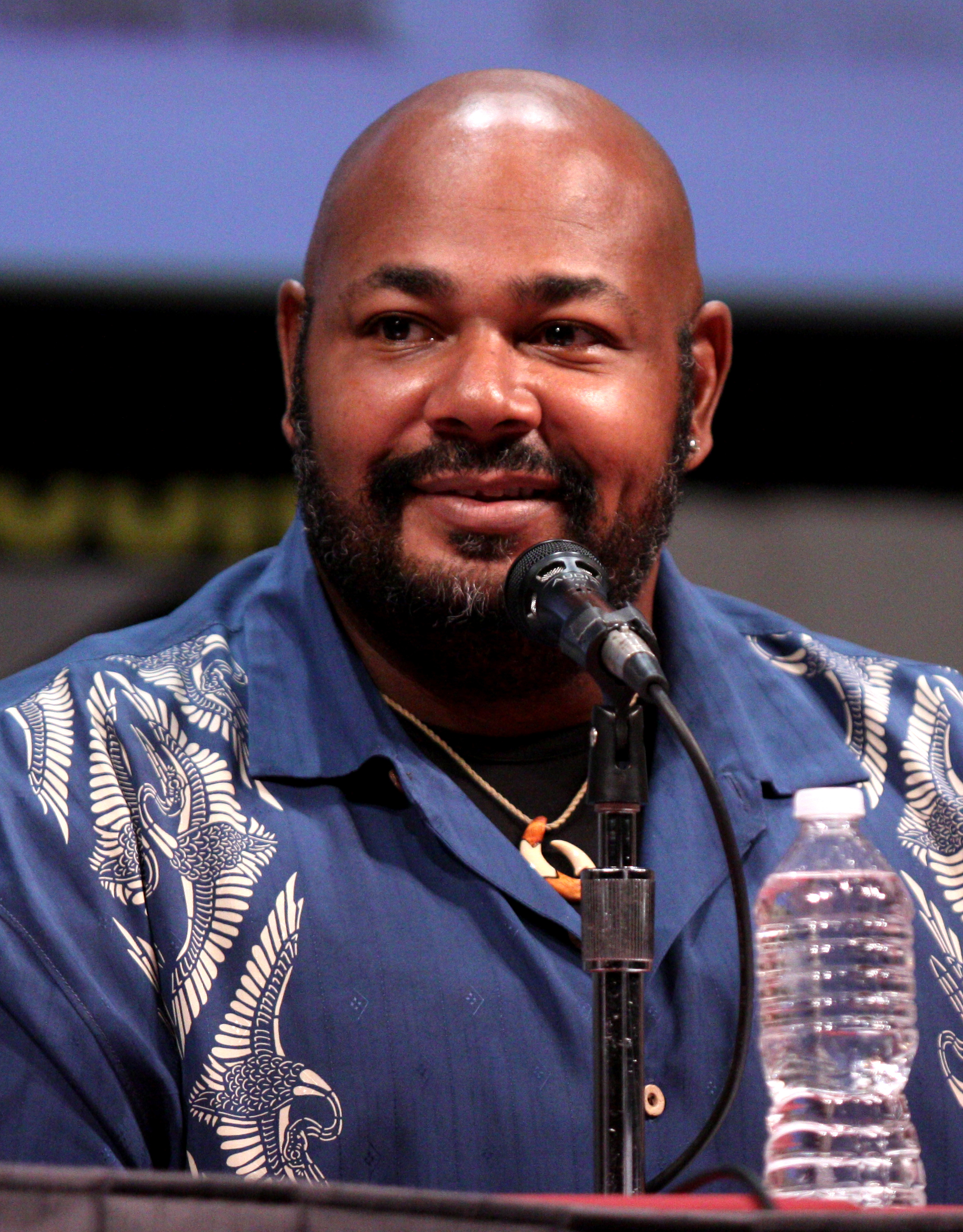
Kevin Michael Richardson

Kevin Michael Richardson III (n. 25 octombrie 1964, New York City, New York, SUA) este un comediant american.